# Diospyros cayennensis
Diospyros cayennensis är en tvåhjärtbladig växtart som beskrevs av A. Dc. Diospyros cayennensis ingår i släktet Diospyros och familjen Ebenaceae. Inga underarter finns listade i Catalogue of Life.